# ポップオフバルブ

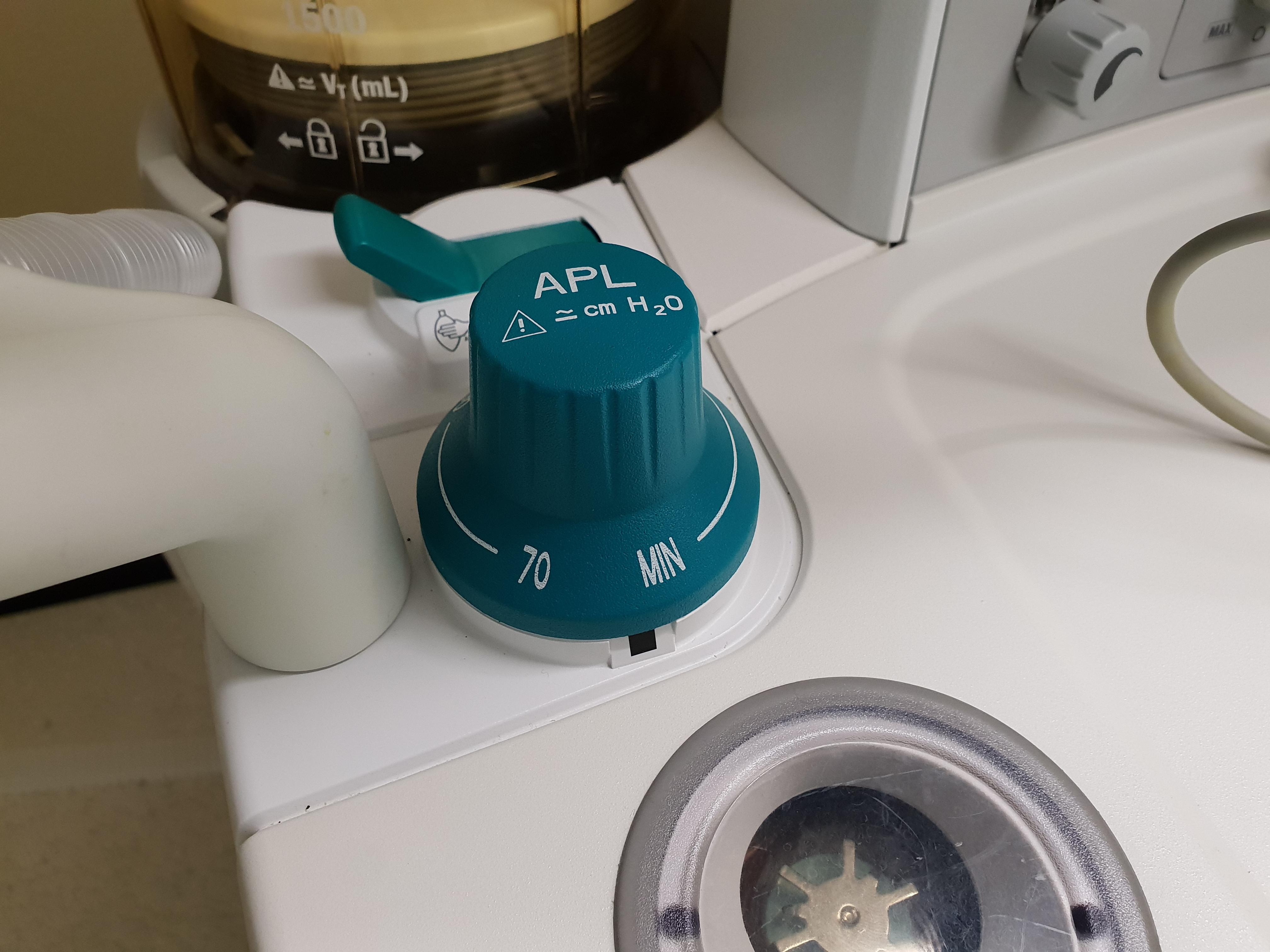
GEデーテックス-オメダ社製 麻酔器「アイシス」のAPL弁。回路内圧の単位はセンチメートル水柱(cmH2O)で表示されている。APL弁の奥には、麻酔回路の切り替えレバーがあり、右に倒すと用手換気から機械換気に切り替えられ、APL弁と麻酔回路が分離される。

ポップオフバルブ（adjustable pressure-limiting valve、一般にAPL弁と略され、ポップオフ弁、ポップ弁などとも呼ばれる）は、麻酔器の一部として用いられる流量調節弁の一種である。過剰な新鮮ガスと呼気ガスを呼吸回路から排出させるとともに、周囲の空気の回路内混入を防ぐ。

## 機構
このバルブは、アメリカの歯科医ジェイ・ハイドブリンク(Jay Heidbrink)が最初に記述したもので、バネで固定された薄板を使用していた。このバルブは調整可能なバネ式で、バルブの上部を回すことでバネの圧力を変化させ、バルブの開口部の圧力を調節することができる。非常に軽いバネが使われており、最小設定では患者の呼吸のみによる低圧で弁を開くことができる。現代のAPL弁には3つの開口部（ポート）がある。1つはガスの流入用、もう1つは患者にガスを戻すための流出ポート、そして廃ガス用の排気ポートで、排気システムに接続することが可能である。バルブを時計回りに回すと回路内圧が上昇する。反時計回りに回すと回路内圧が減少し、最小値は大気圧と等圧の0 cmH2Oである。全身麻酔によって、患者の呼吸は減弱、ないしは停止する。その際にこのバルブを締めて、リザーバーバッグと呼ばれるラグビーボール様の袋を手で押すとリザーバーバッグ内の新鮮ガスを、呼吸回路に接続されたマスクや気管チューブを経由して、患者の気管・肺に送り込むことができる。これを用手換気という。現代の麻酔器は人工呼吸器を内蔵しており、麻酔回路の切り替えスイッチにより、人工呼吸器による機械換気を行うことも可能である。この場合、麻酔器内の呼吸回路はポップオフバルブから分離されるため、回路内圧はもっぱら人工呼吸器の設定に左右される。なお、旧式の麻酔器には人工呼吸器が付属していなかったため、かつての麻酔科医達は麻酔中の大半の時間、用手換気を続けねばならなかった。